# Parafia Matki Bożej Nieustającej Pomocy w Uściu Gorlickim
Parafia pw. Matki Bożej Nieustającej Pomocy w Uściu Gorlickim – parafia rzymskokatolicka znajdująca się w diecezji tarnowskiej w dekanacie Ropa. Erygowana w 1951. Prowadzą ją księża diecezjalni.

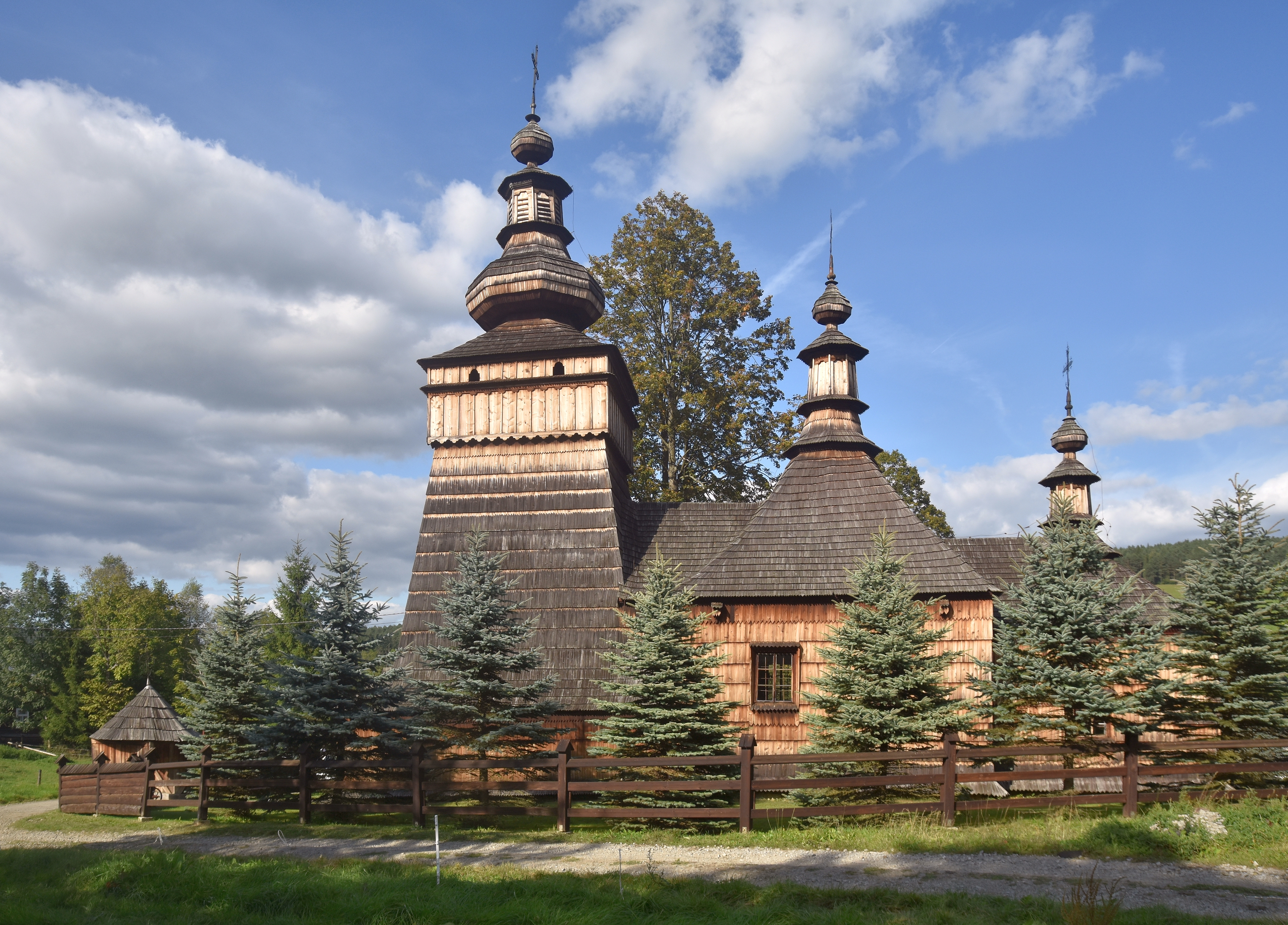
Kościół filialny w dawnej cerkwi w Skwirtnem